# كفر الدير (الشرقية)
قرية كفر الدير هي إحدى القرى التابعة لمركز منيا القمح في محافظة الشرقية في جمهورية مصر العربية. حسب إحصاءات سنة 2006، بلغ إجمالي السكان في كفر الدير 4872 نسمة، منهم 2562 رجل و2310 امرأة.